# Manifestations contre l'invasion russe de l'Ukraine
Des manifestations contre l'invasion russe de l'Ukraine surviennent à travers différents pays du monde, dont la Russie, à partir du 24 février 2022, jour du début de l'invasion.

## En Russie
Au moins 705 russes dans 40 villes de Russie ont été arrêtés par la police pour avoir protesté contre l'invasion,. Le lauréat russe du prix Nobel de la paix Dmitri Mouratov a annoncé que le journal Novaïa Gazeta publierait sa prochaine édition en ukrainien et en russe. Mouratov, le journaliste Mikhail Zygar (en), le réalisateur Vladimir Mirzoyev et d'autres personnes ont signé un document déclarant que l'Ukraine n'était pas une menace pour la Russie et appellent les citoyens russes à « dire non à cette guerre ». Elena Chernenko, journaliste à Kommersant, a fait circuler une lettre ouverte critique signée par 170 journalistes et universitaires.

Le drapeau blanc-bleu-blanc utilisé par les manifestants anti-guerre et largement soutenu par l'opposition russe, également déclaré par elle comme le drapeau d'une "belle Russie du futur" précisément en tant que république parlementaire
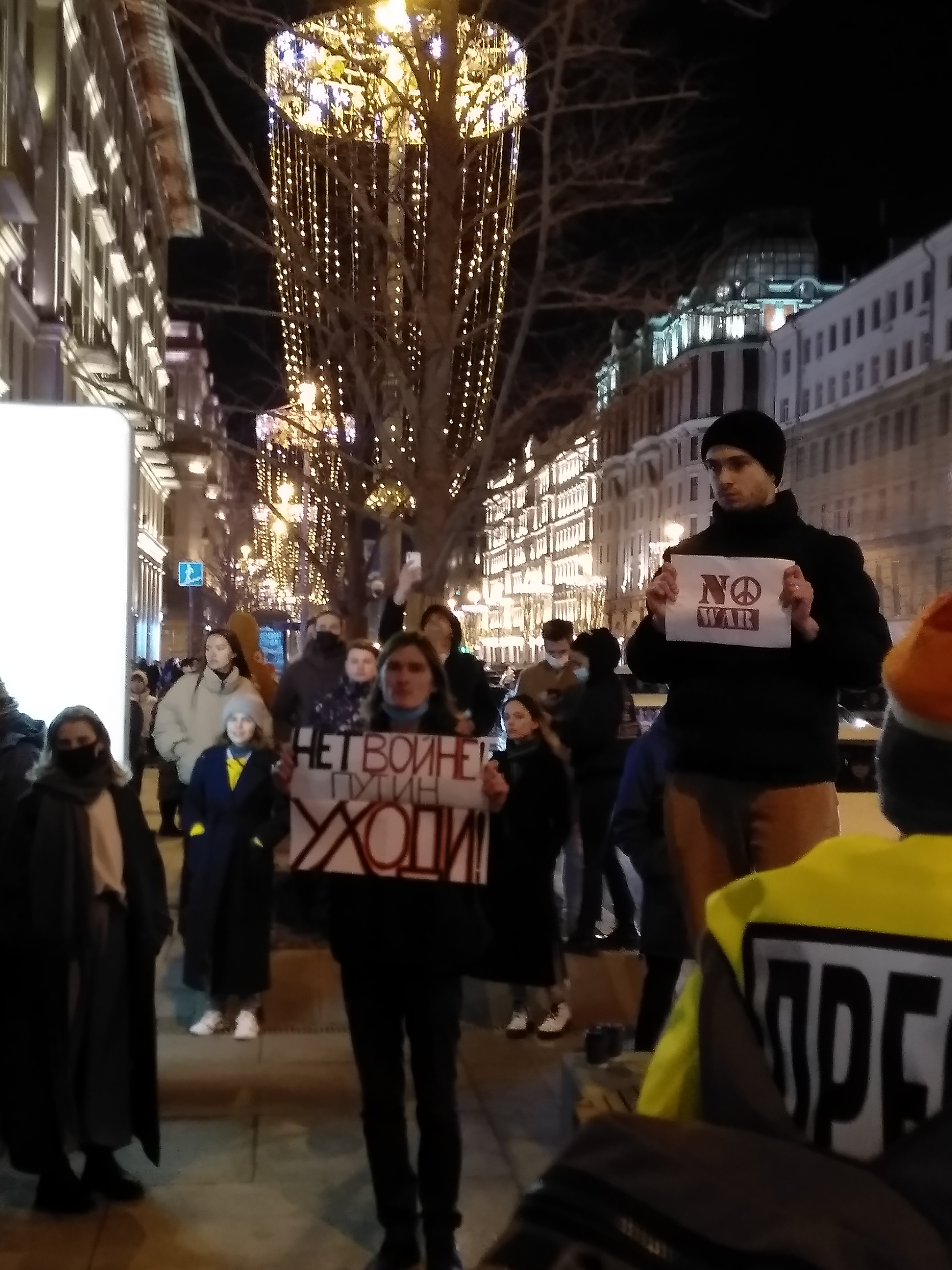
Manifestation condamnant l'invasion russe contre l'Ukraine à Moscou (Russie).

Le 23 mai 2022, Boris Bondarev, diplomate russe en poste à l'ONU, annonce qu'il a démissionné pour protester contre l'invasion de l'Ukraine par la Russie, qu'il qualifie de « guerre d'agression».

## Hors de Russie

### Devant les ambassades de la fédération de Russie

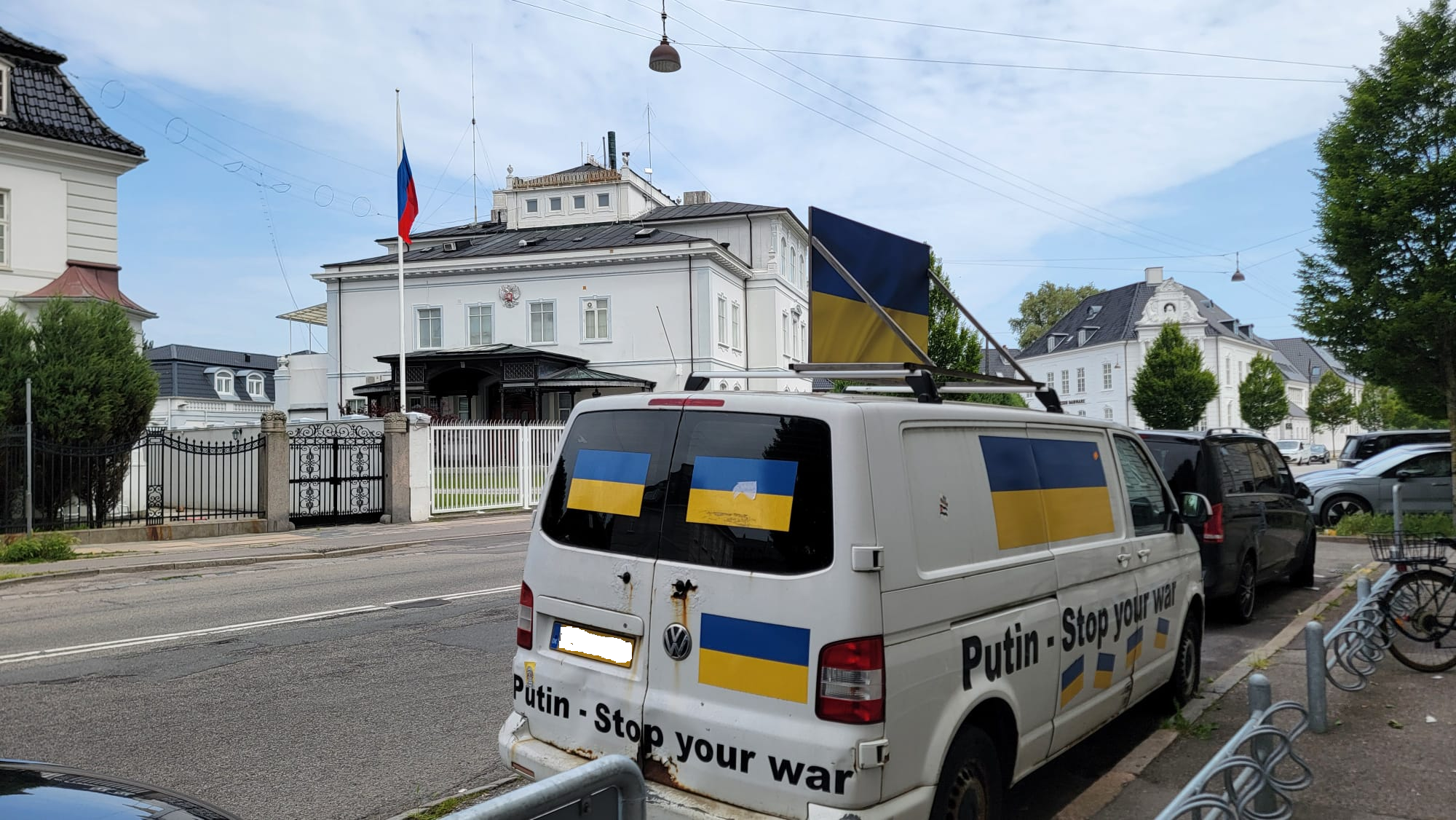
Véhicule stationné devant l'ambassade de Russie au Danemark, à Copenhague, pour protester contre la guerre.

Des manifestations pro-ukrainiennes ont eu lieu devant plusieurs ambassades de la fédération de Russie à l'étranger, notamment en Belgique, en Hongrie, en Islande, en Irlande, aux Pays-Bas, au Royaume-Uni et aux États-Unis, mais aussi :
- Argentine[17]
- Arménie[18]
- Azerbaïdjan[19],[20]
- Belgique[21]
- Bosnie-Herzégovine[22]
- Bulgarie[23]
- Canada[24],[25]
- Chili[26]
- Croatie[27]
- Danemark[28]
- Espagne[29]
- Estonie[30]
- États-Unis[31]
- Finlande[32]
- France[29]
- Géorgie[33]
- Grèce[34]
- Hongrie[35]
- Irlande[36]
- Islande[37],[38]
- Israël[39]
- Kazakhstan[40]
- Kirghizistan[41]
- Kosovo[42]
- Lettonie[43]
- Liban[29]
- Lituanie[44]
- Malaisie[45]
- Mexique[46]
- Moldavie[47]
- Monténégro[48],[49]
- Pays-Bas[50]
- Norvège[29]
- Nouvelle-Zélande[51]
- Pologne[52]
- Portugal[53]
- Roumanie[54],[55],[56]
- Royaume-Uni[57]
- Serbie[58]
- Slovaquie[59]
- Sri Lanka[60]
- Taïwan[61]
- Tchéquie[62]
- Thaïlande[63]

D'autres manifestations ont eu lieu à Istanbul, Luxembourg, Sydney, Tokyo et Vienne,,. À Valencia (Venezuela), un groupe d’étudiants a aussi protesté,.

### Dans d'autres lieux
Des manifestations ont eu lieu à Luxembourg, Londres, Tokyo et Paris.

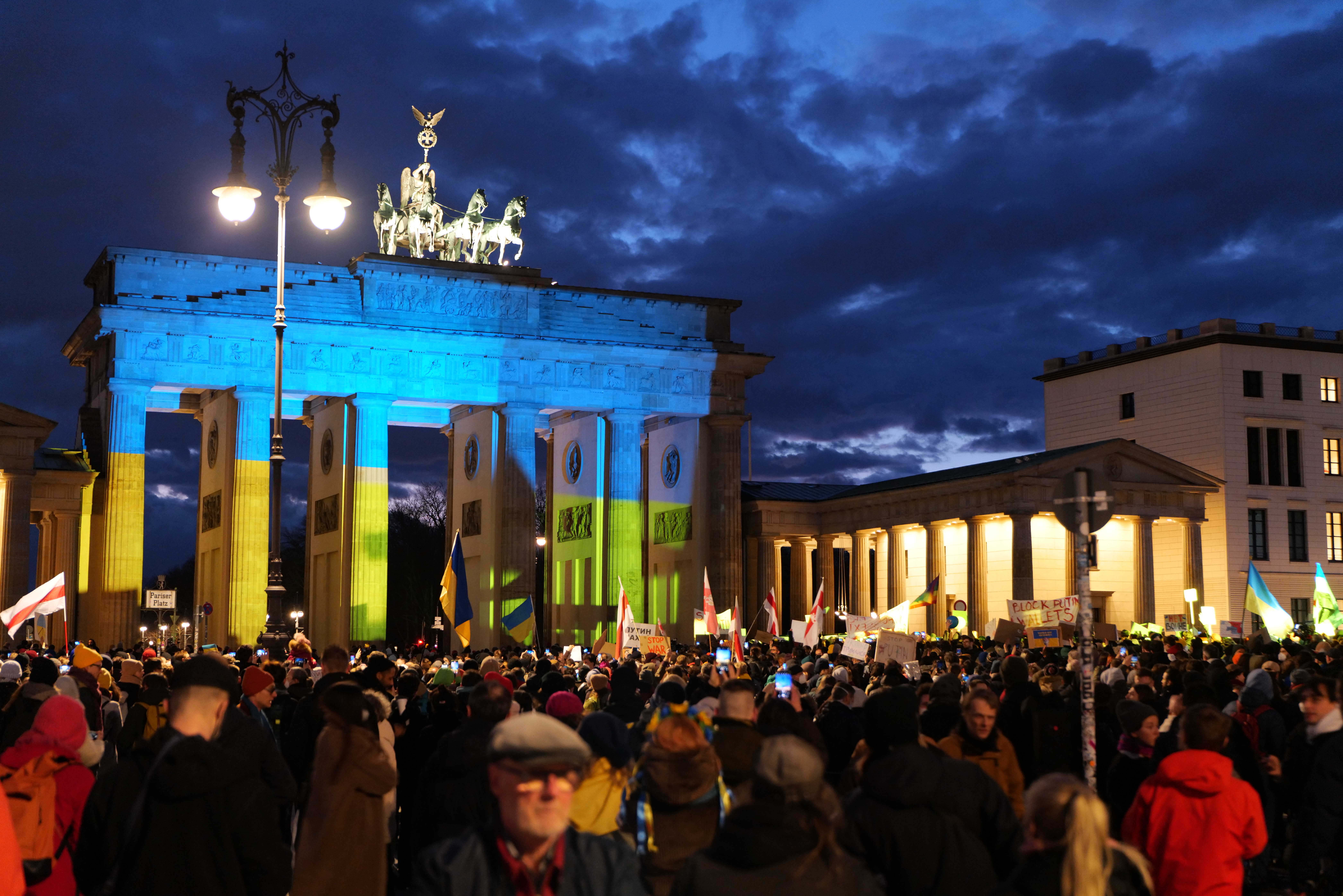
Manifestation pro-ukrainienne devant la Porte de Brandebourg à Berlin (Allemagne).
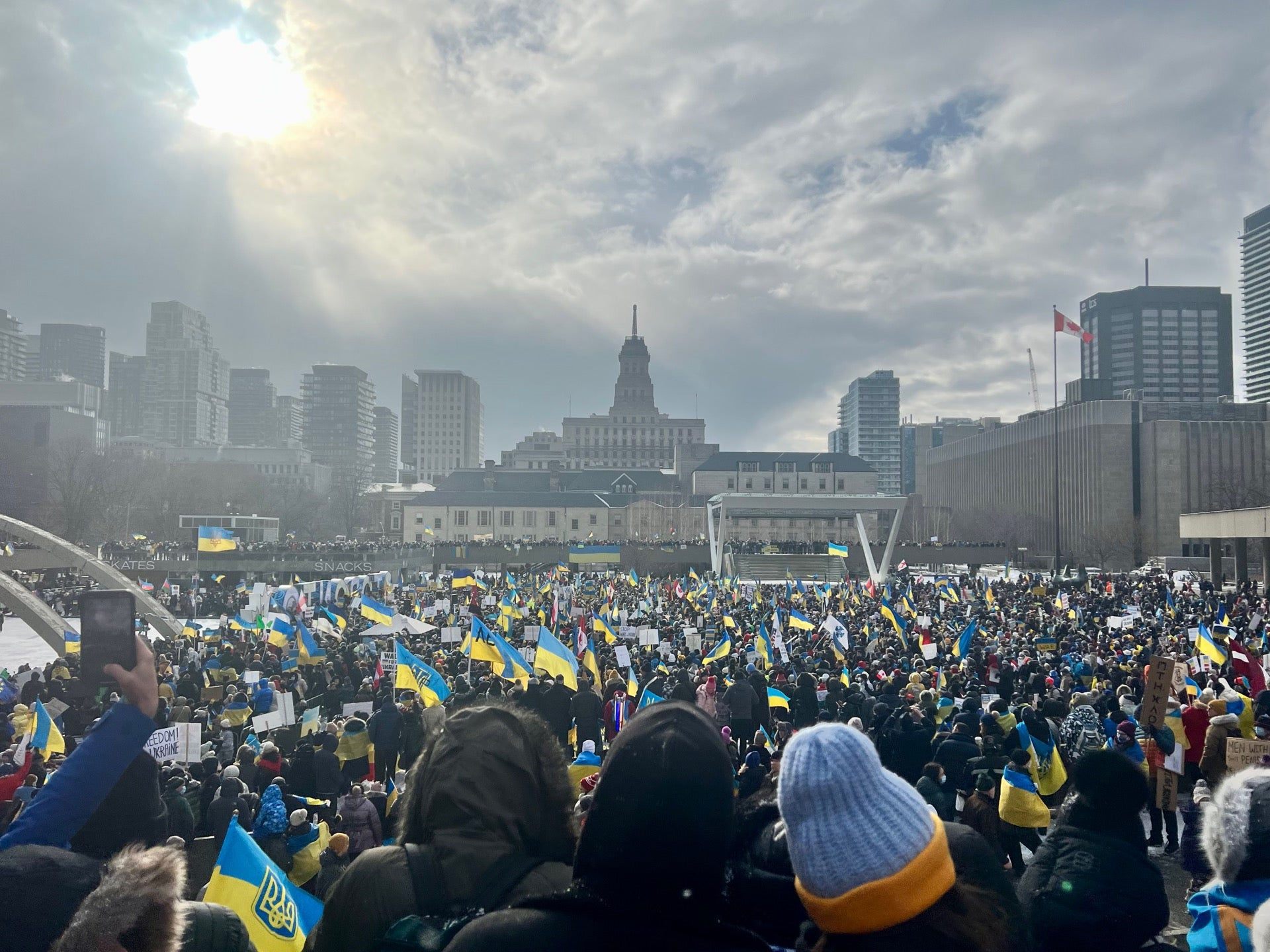
Manifestation condamnant l'invasion russe contre l'Ukraine à Toronto (Canada).
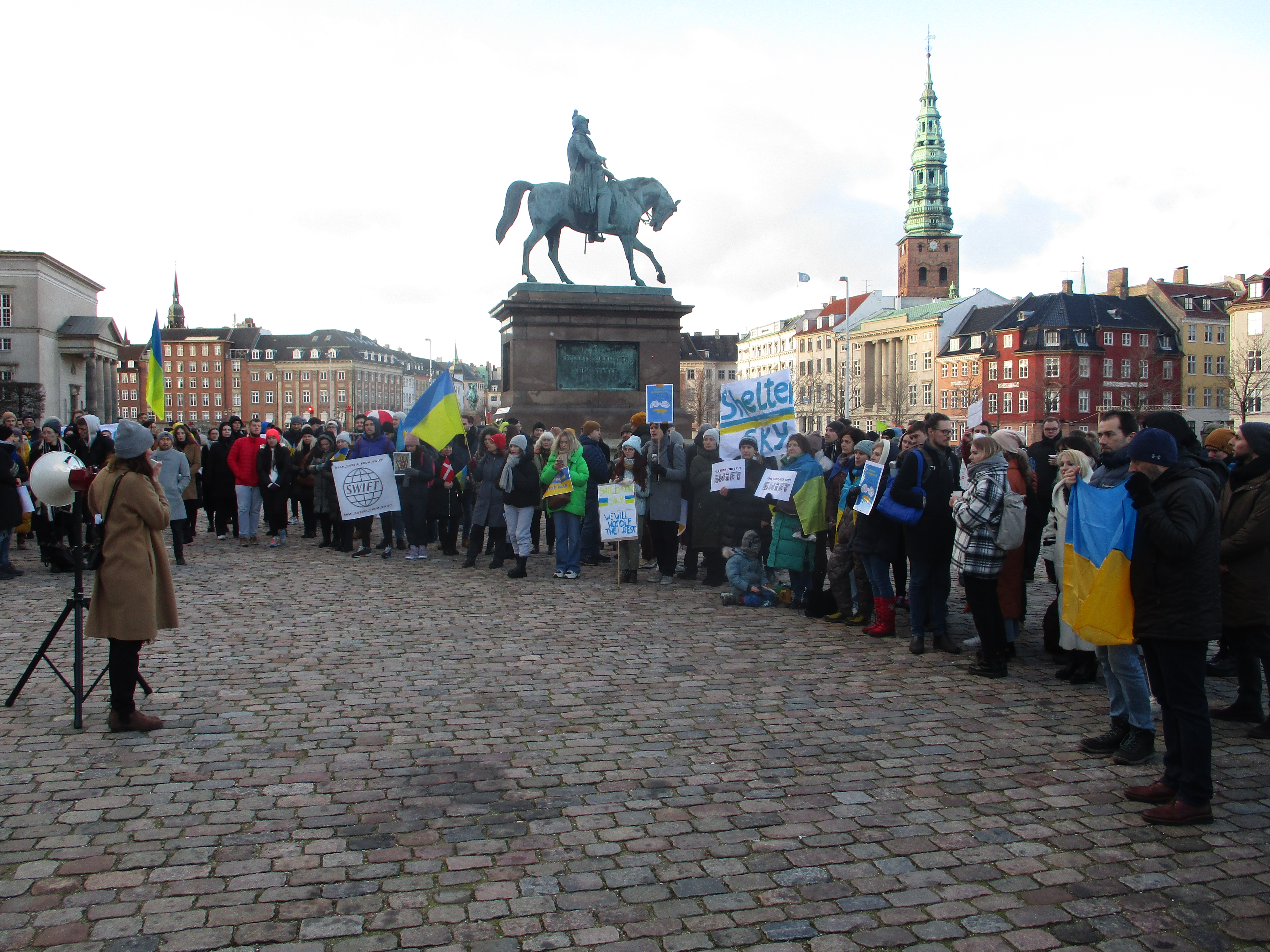
Manifestation pro-ukrainienne devant le Folketing à Copenhague (Danemark).
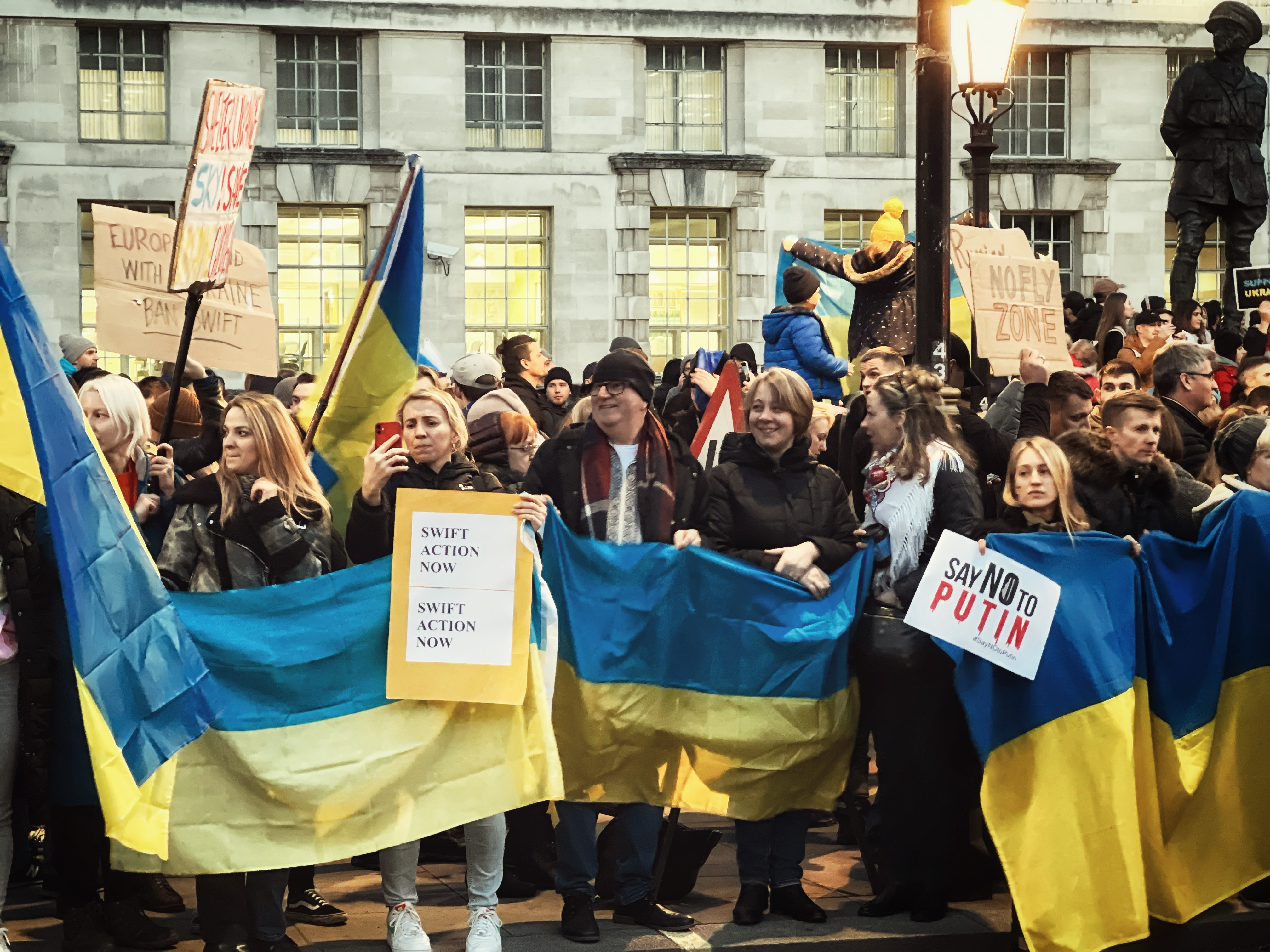
Manifestation pro-ukrainienne à Londres (Grande-Bretagne).
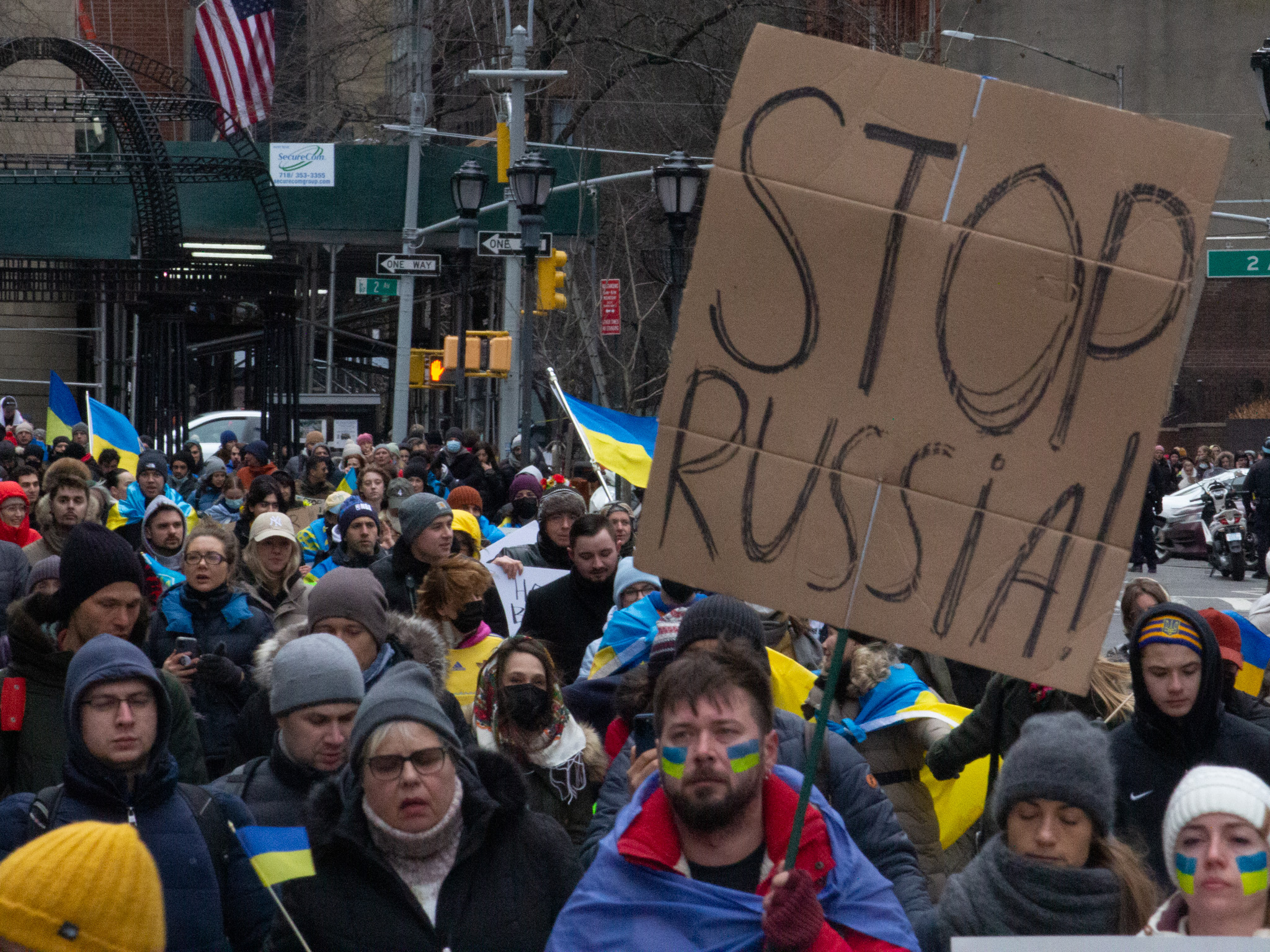
Manifestation pro-ukrainienne à New-York (États-Unis).
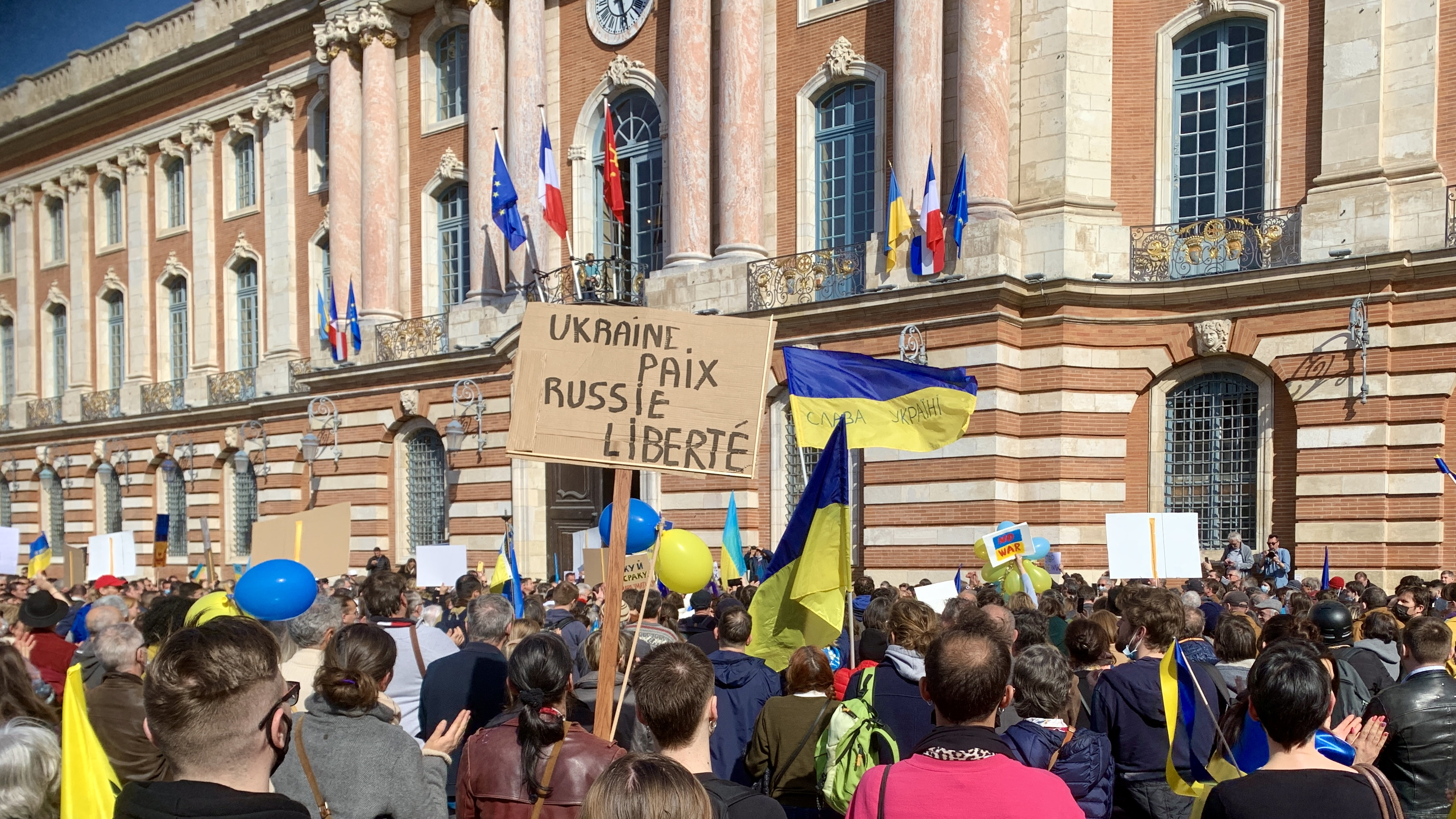
Manifestation pro-ukrainienne en Occitanie à Toulouse (France).
Manifestation pro-ukrainienne à Tbilissi (Géorgie).
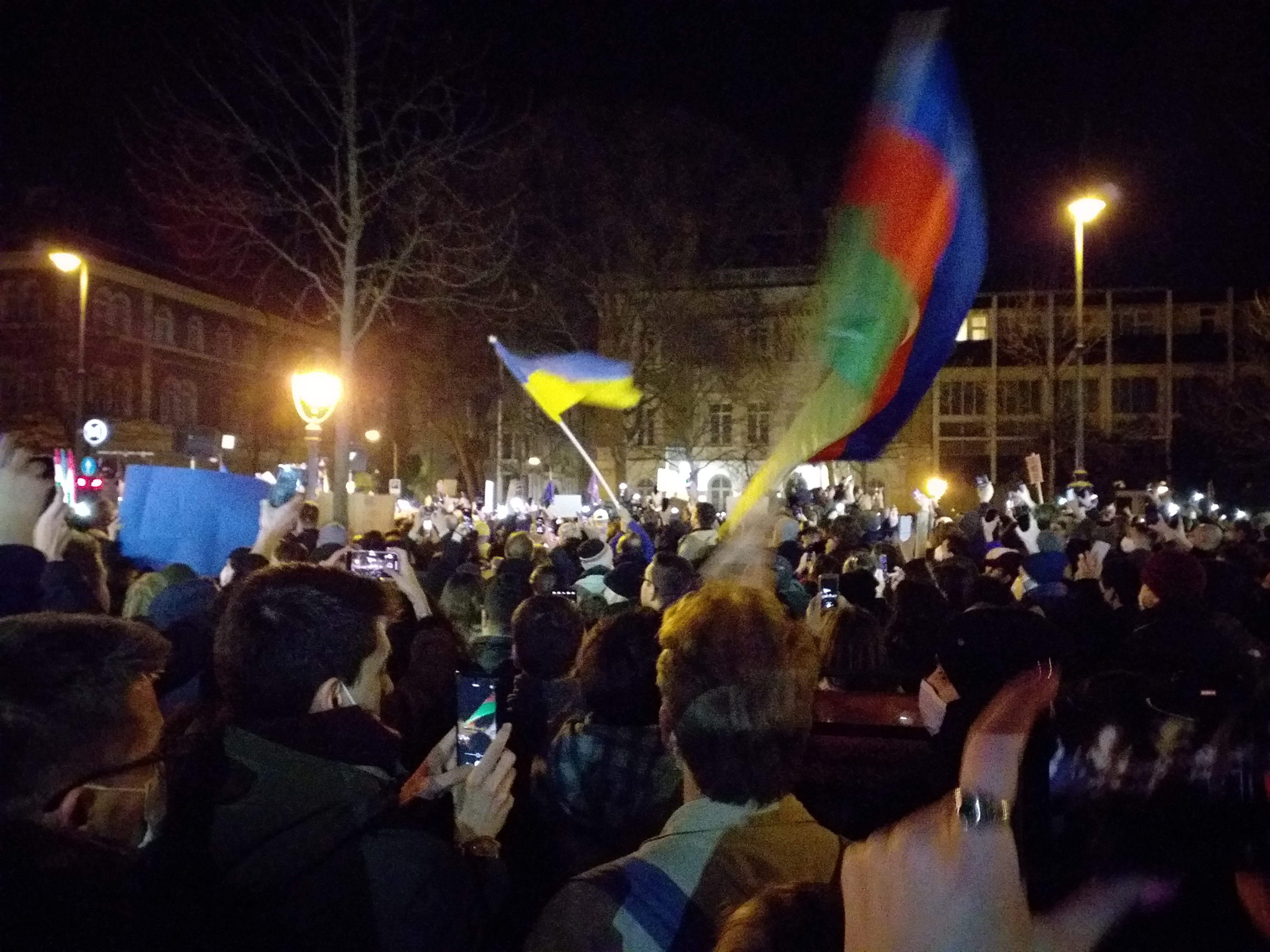
Manifestation pro-ukrainienne à Budapest (Hongrie).
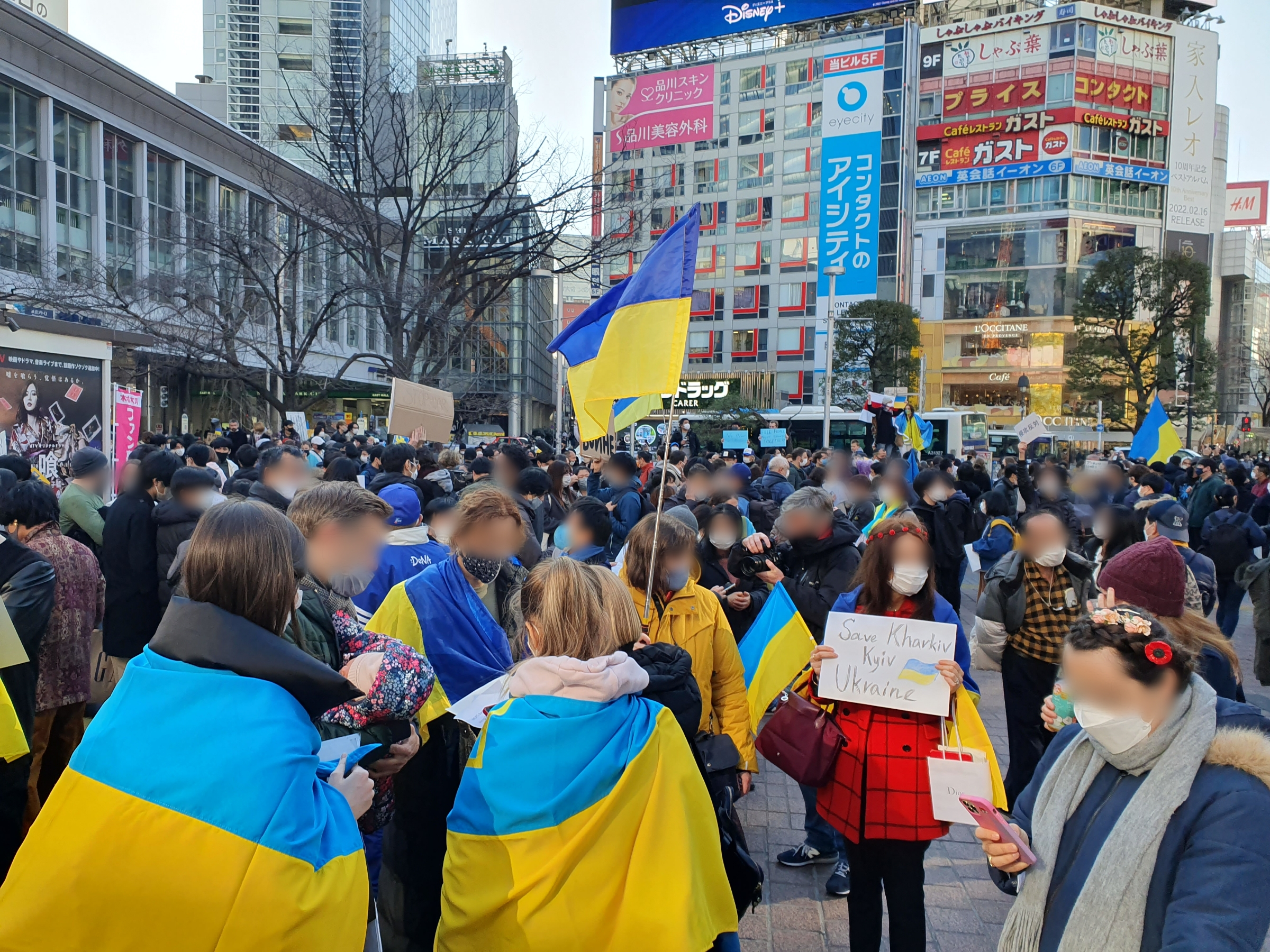
Manifestation pro-ukrainienne à Tokyo (Japon).
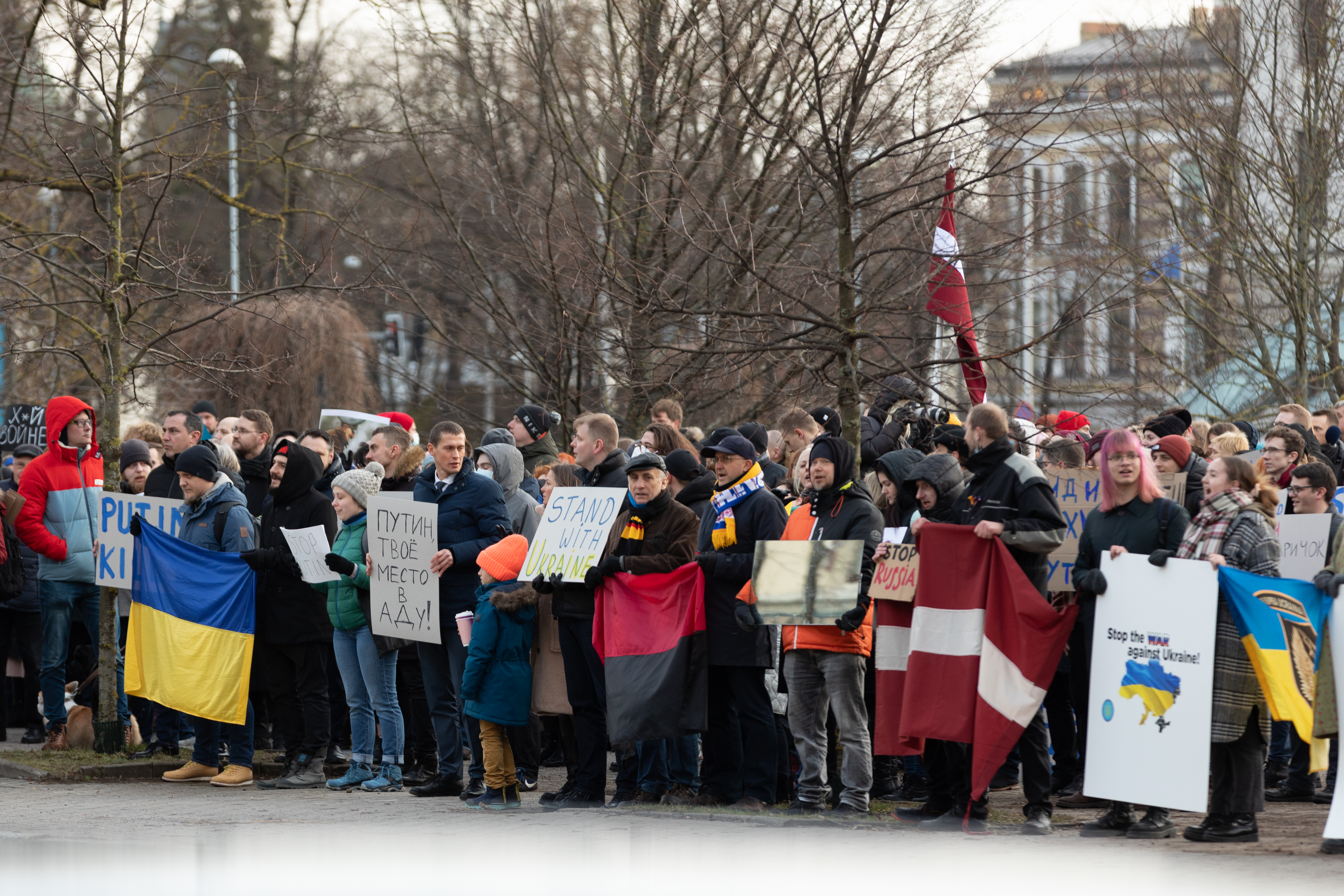
Manifestation pro-ukrainienne devant la Seima à Riga (Lettonie).
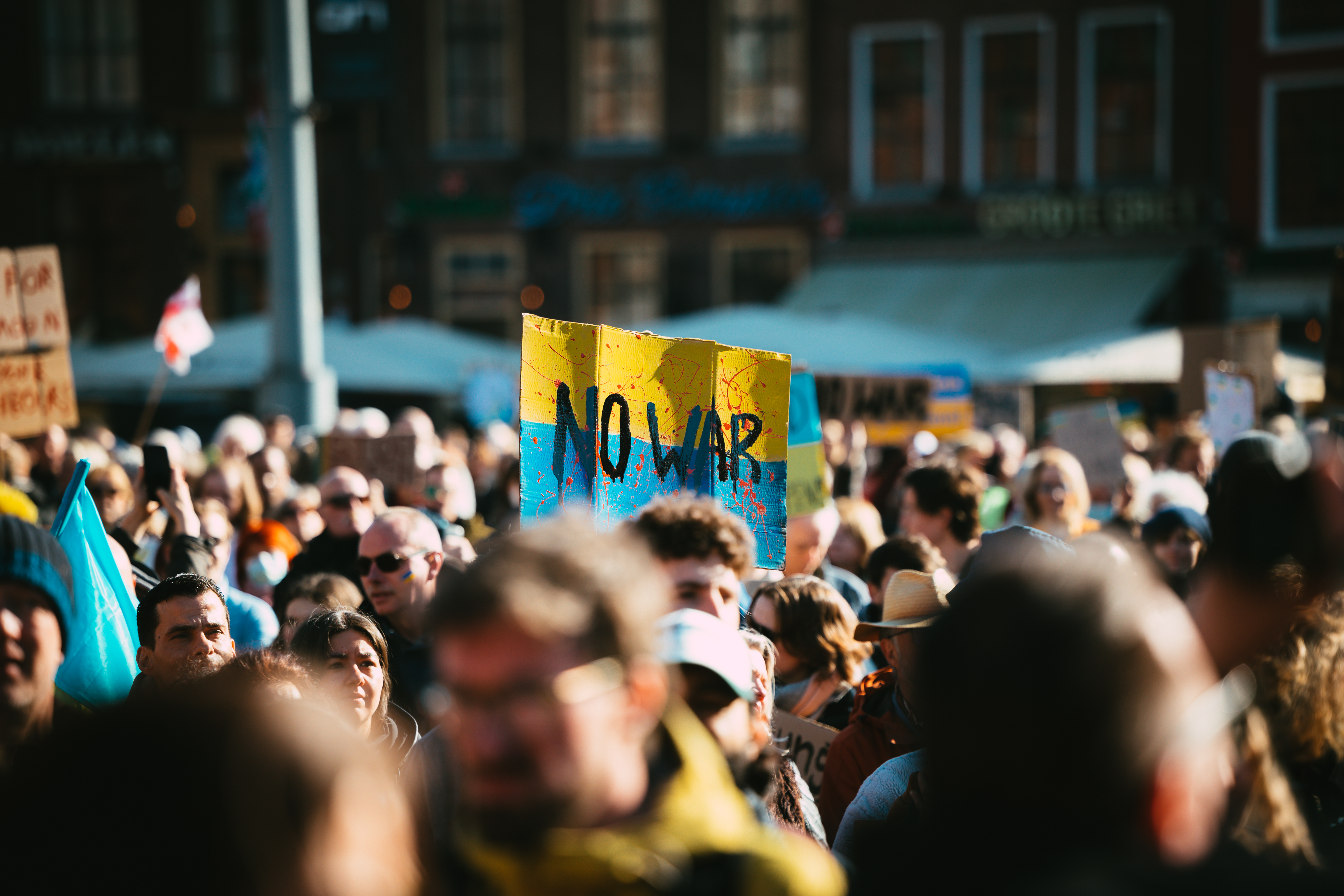
Manifestation pro-ukrainienne à Groningen (Pays-Bas).
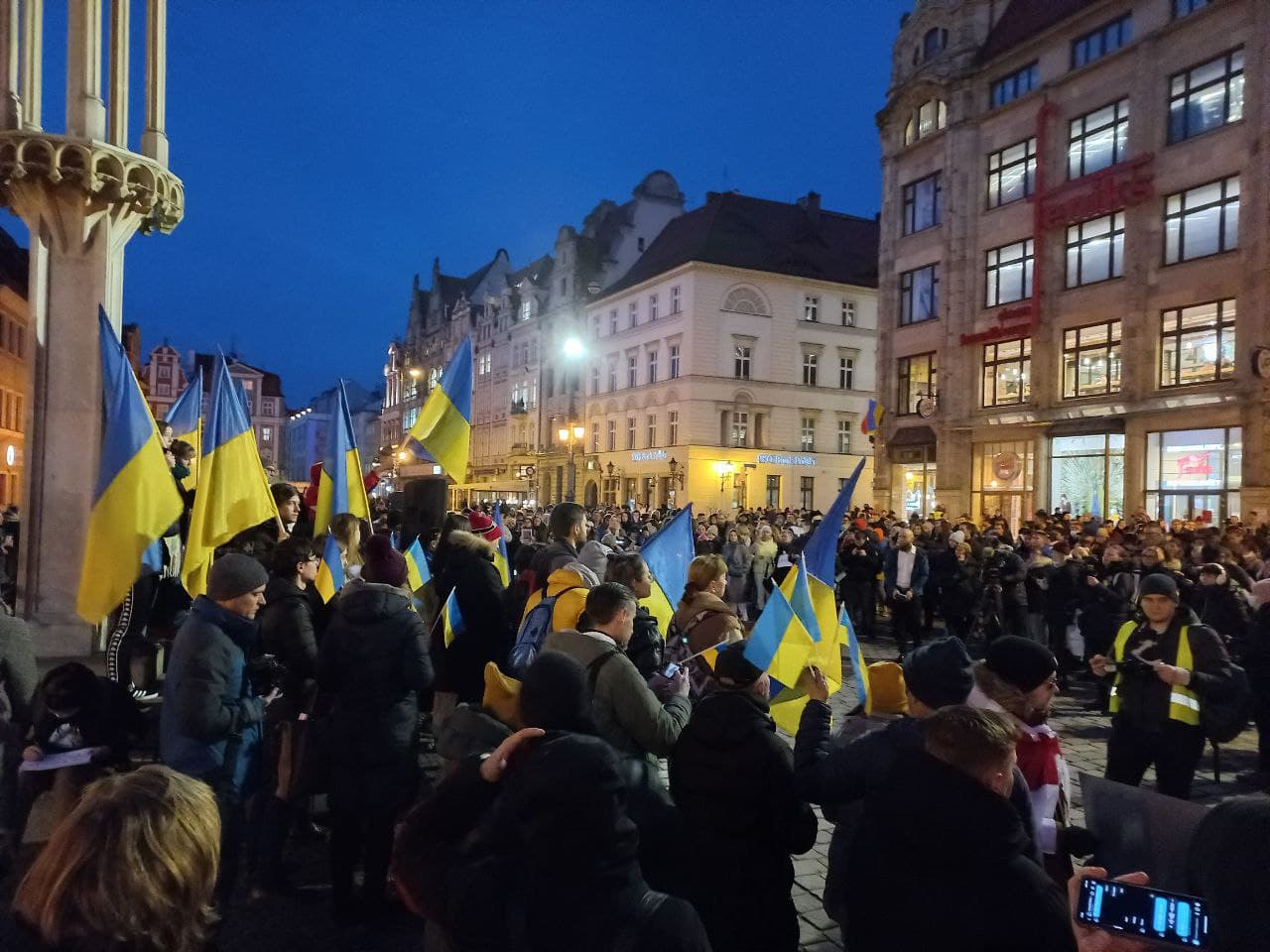
Manifestation pro-ukrainienne à Wroclaw (Pologne).
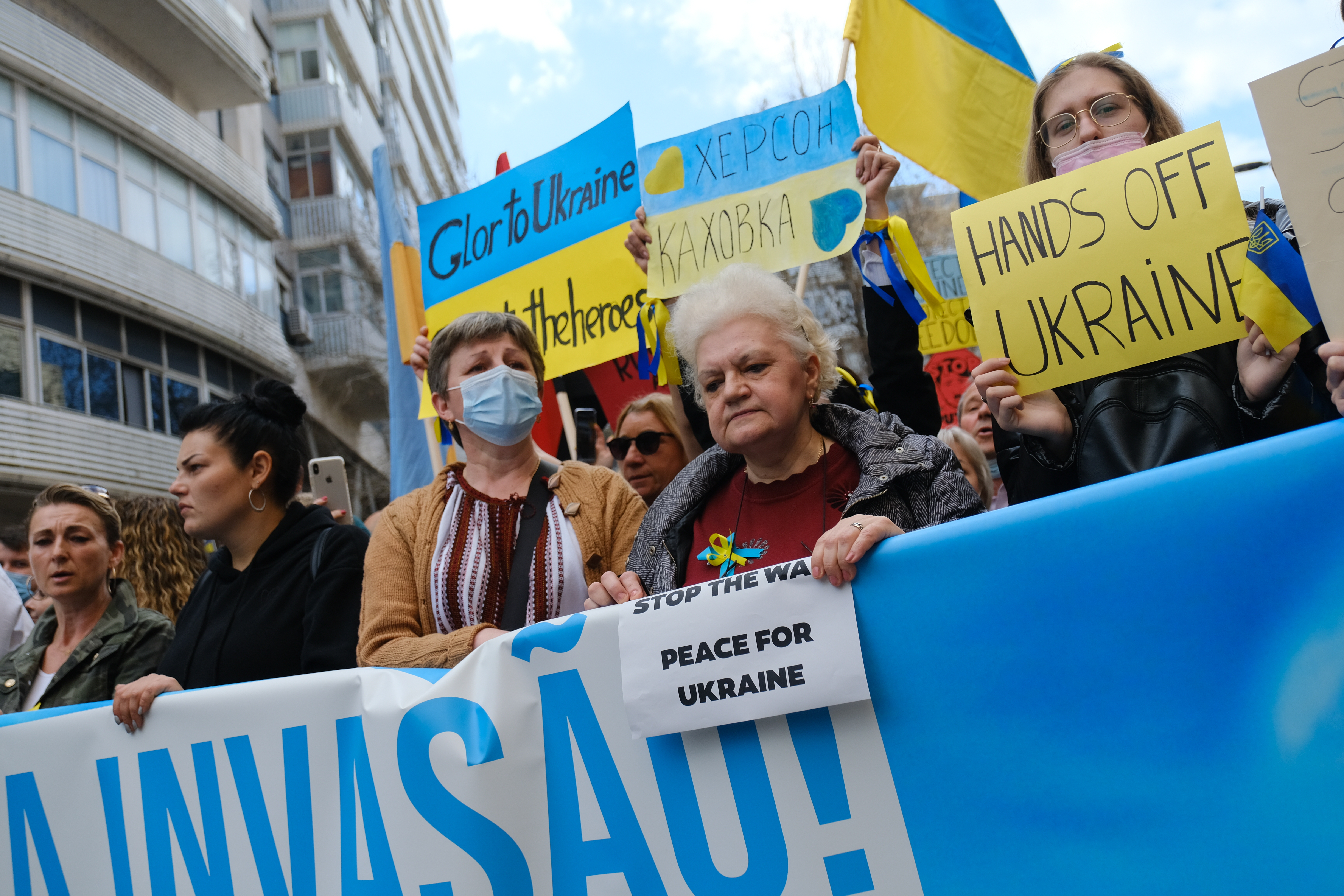
Manifestation pro-ukrainienne à Lisbonne (Portugal).
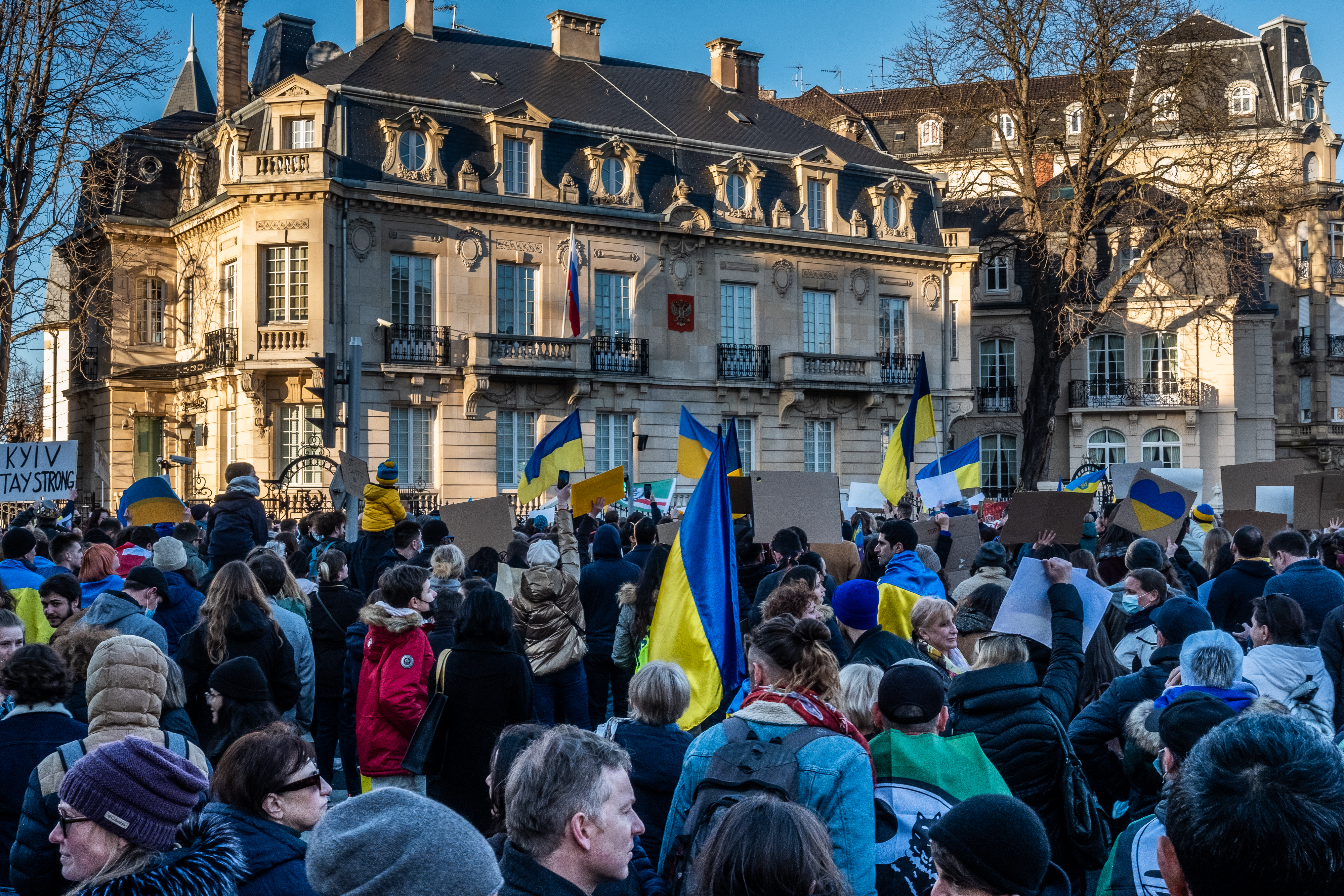
Manifestation devant le consulat de la fédération de Russie à Strasbourg (France) le 26 février 2022.